# Heliamphora hispida
Heliamphora hispida là một loài thực vật có hoa trong họ Sarraceniaceae. Loài này được Wistuba & Nerz mô tả khoa học đầu tiên năm 2000.